# Gianluca Saro
Gianluca Saro (sinh ngày 25 tháng 6 năm 2000) là một cầu thủ bóng đá chuyên nghiệp người Ý hiện đang thi đấu ở vị trí thủ môn cho câu lạc bộ Cremonese tại Serie B.

## Sự nghiệp thi đấu
Sau khi thi đấu tại lò đào tạo trẻ A.S.D. Ancona và Donatello Calcio Udine, anh gia nhập đội trẻ của Pro Vercelli vào năm 2015, trước khi chuyển sang đội trẻ Juventus chỉ một năm sau. Sau đó, anh thi đấu cho đội trẻ Cesena và Empoli theo dạng cho mượn từ Juventus, trước khi quay trở lại Pro Vercelli vào năm 2019. Anh ra sân 51 trận tại Serie C sau hơn 2 mùa giải cho đội bóng. Mùa hè năm 2021, Saro gia nhập câu lạc bộ Crotone tại Serie B bằng bản hợp đồng kéo dài đến năm 2025. Ngày 30 tháng 1 năm 2022, anh ra mắt đội bóng trong trận hòa 1–1 trước Parma tại Serie B.
Ngày 12 tháng 8 năm 2022, Saro gia nhập Cremonese.